# Glycosmis longisepala
Glycosmis longisepala är en vinruteväxtart som beskrevs av Benjamin Clemens Masterman Stone. Glycosmis longisepala ingår i släktet Glycosmis och familjen vinruteväxter. Inga underarter finns listade i Catalogue of Life.